# Nostrand Avenue (stacja metra na Eastern Parkway Line)
Nostrand Avenue – stacja metra nowojorskiego, na linii 2, 3, 4. Znajduje się w dzielnicy Brooklyn, w Nowym Jorku i zlokalizowana jest pomiędzy stacjami Franklin Avenue i Kingston Avenue. Została otwarta 23 sierpnia 1920.